# Hans Ziglarski
Hans Ziglarski (Białystok, 16 ottobre 1905 – Berlino, 12 febbraio 1975) è stato un pugile tedesco.

## Palmarès

### Olimpiadi
- Argento a Los Angeles 1932 nei pesi gallo.